# I Киля
О звезде i Киля см. HD 79447

I Carinae (I Car) — звезда в созвездии Киля. Это жёлто-белый, спектрального класса F субгигант с видимой звёздной величиной +3,99, расстояние до Земли 52,9 светового года. Звезда околополюсная, находится около южной границы созвездия. Звезда наблюдается южнее 16 градусов северной широты, южнее 16 градусов южной широты за горизонт не заходит. На территории России не наблюдается.